# Ботричница
Ботричница (словен. Botričnica) је насељено место у општини Шентјур, Савињска регија, Словенија.

## Историја
До територијалне реорганизације у Словенији била је у саставу старе општине Шентјур при Цељу.

## Становништво
У попису становништва из 2011. године, Ботричница је имала 144 становника.
| Број становника према пописима | Број становника према пописима | Број становника према пописима |
| ------------------------------ | ------------------------------ | ------------------------------ |
| 1991                           | 2002                           | 2011                           |
| 109                            | 108                            | 144                            |